# Nam Anh (xã)
Nam Anh là một xã thuộc huyện Nam Đàn, tỉnh Nghệ An - là Kinh đô Vạn An của Việt Nam thời vua Mai Hắc Đế. Ngày nay thị xã Nam Anh có tất cả tám xóm, được chia làm 2 làng. Làng nhà trải dài từ xóm 1 tới xóm 3 và làng "rú" trải dài từ đập Nam Thanh tới xóm 4 giáp xã Nam Xuân, chạy giữa 2 làng là con sông đào tươi đẹp. Trong khi làng rú tươi tốt với nhiều vườn cây ăn trái thì làng nhà là trung tâm giao thương của 4 xã chung quanh với sự kiểm soát của chợ chùa.Ngày xưa Chợ Chùa là đầu mối giao thương của Nam Anh, Nam Xuân, Nam Lĩnh và Xuân Hòa.

## Vị trí địa lý
- Xã giáp xã Xuân Hòa; giáp xã Nam Xuân, phía tây giáp xã Nam Thanh cách Thành phố Vinh chừng 20 km và nằm dưới chân chân núi Đại Huệ, tiếp giáp xã Nghi Công, huyện Nghi Lộc. Là nơi có con sông Đào chảy qua.

## Hành chính
Gồm có các xóm: xóm 1, xóm 2, xóm 3, xóm 4, xóm 5, xóm 6, xóm 7, xóm 8, xóm 9.

## Di tích và thắng cảnh
- Chợ Chùa nằm ở xã Nam Anh, là nơi người dân của xã Nam Anh, Xuân Hòa đem hàng đến bán.
- Dãy núi Đại Huệ

Đại Huệ là tên một trong hai dãy núi bao quanh huyện Nam Đàn, tỉnh Nghệ An. Dãy núi còn có tên là Phong Vân Sơn bắt đầu từ huyện Thanh Chương, chạy dọc phía bắc và đông của huyện Nam Đàn, kéo dài tới huyện Hưng Nguyên, với chiều dài khoảng 30 km, chiều rộng 5 km. Trong dãy có những đỉnh cao khoảng 350 m.
Xưa kia, núi có tên gọi là Đại Tuệ. Sau khi đại thắng quân xâm lược nhà Thanh tết Kỷ Dậu (1789) trở về, vua Quang Trung đổi tên núi thành Đại Huệ để ghi nhớ công ơn thần linh đã phù hộ cho đoàn quân áo vải.
Nơi đây có khu di tích mộ bà Hoàng Thị Loan, thân mẫu của Chủ tịch Hồ Chí Minh và Chùa Đại Tuệ
1. ↑  Tổng cục Thống kê